# Jevgenij Michajlovič Lifšic
Jevgenij Michajlovič Lifšic (rusky Евгений Михайлович Лифшиц; 21. února 1915 – 29. října 1985) byl sovětský fyzik, bratr fyzika Ilji Lifšice.

## Práce
Lifšic je znám díky svým příspěvkům v oblasti obecné teorie relativity. Společně s Isaakem Chalatnikovem a Vladimirem Bělinským je autorem Bělinského-Chalatnikovovy-Lifšicovy domněnky o povaze generického zakřivení singularity. Na počátku 21. století jde o jeden z nejvýznamnějších nevyřešených problémů v obecné relativitě.
S Lvem Landauem Lifšic vytvořil Kurz teoretické fyziky, což je ambiciózní řada učebnic, jejímž cílem je poskytnout úvod do postgraduálního studia v celé oblasti fyziky. Tyto knihy jsou i po letech od vydání široce ceněny a hojně používány.
Lifšic byl druhým z pouhých 43 lidí, kteří prošli Landauovou zkouškou z teoretického minima. Kromě obecné relativity se dále věnoval kvantové elektrodynamice, kde vypočetl Casimirovy síly v libovolné makroskopické konfiguraci kovů a dielektrik.
Lifšic byl zahraničním členem Královské společnosti.